# 原野優
原野 優（はらの まさる、1963年5月31日 - ）は、1980年代から2000年代にかけて活躍した元社会人野球選手（外野手、右投げ右打ち）、コーチである。

## 人物・来歴
宮城県出身。
仙台育英高等学校3年の夏に甲子園に出場するも鹿児島実業に2-3で惜敗。
高校卒業後は専売東北へ入社。パンチ力のある外野手としてルーキーイヤーから活躍した。
入社6年目の1987年にはヨークベニマルの補強として都市対抗野球大会に初出場。また、翌1988年にはチーム名を「日本たばこ東北」を経て「日本たばこ」とした自チームの初出場に大きく貢献し、初出場ながらベスト8入りを果たした。
その後チームは「JT」と改称するが、30代後半まで常に「4番・センター」を守り続け『ミスターJT』と呼ばれた。
2003年オフ、本社が業務の見直しの一環として野球部の廃部を発表し、2004年シーズン限りでの引退を決意。チームはその年限りで設けられた日本野球連盟理事会特別枠である東北第3代表に滑り込み、「最後の夏」を東京ドームで迎えることができた。原野は主に「3番・レフト」で1回戦からフル出場。準決勝の対王子製紙戦ではホームランを放つなど、4試合で15打数5安打5打点1本塁打と41歳の選手とは思えない大暴れを見せ、大会優秀選手に選出された。
JT（専売東北、日本たばこ東北、日本たばこ）として都市対抗12回、日本選手権14回にすべて出場した。現在は社業に就いている。

## 球歴
仙台育英高（1979年 - 1981年）→専売東北・日本たばこ東北・日本たばこ・JT（1982年 - 2004年）
※1993年シーズンのみ選手兼任コーチ